# エルヴェイティ
エルヴェイティ（Eluveitie）は、スイス出身のフォーク・メタルバンド。
民族楽器を取り入れた音楽性が特徴で、ライブではサポートを含めた大所帯の楽団編成で活動。バンド名は、ガリア語で『スイスに住んでいたケルト人』の意。同語を採用した曲を主体としている。

## 略歴

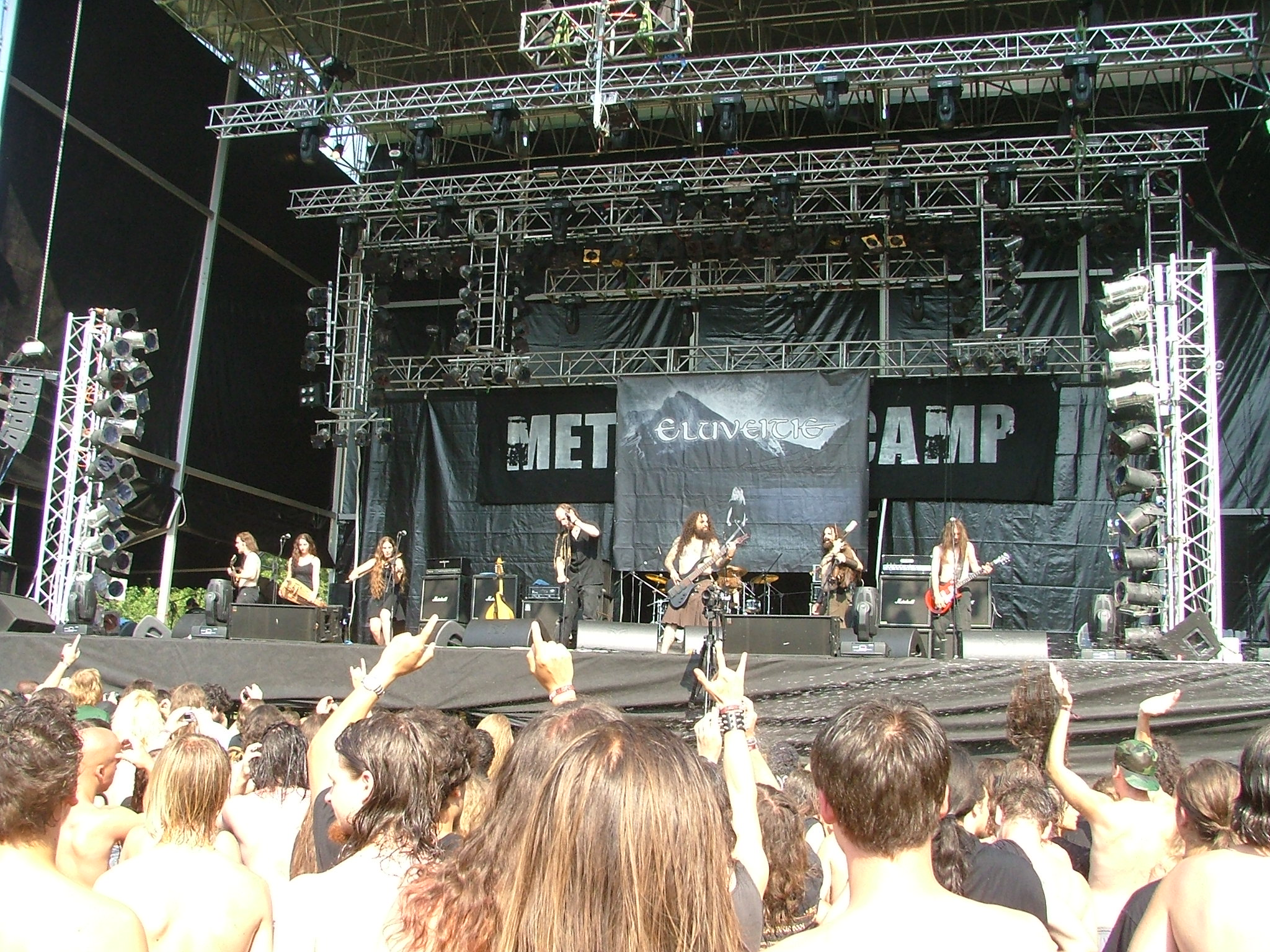
スロベニア・トールミン公演 (2007年7月)

2002年、クリゲル・グランツマンを中心に結成。2003年に、デモEP『Vên』をリリースし、翌年にオランダのフィアー・ダーク・レコードと契約。同年に『Vên』をリメイクしてリリースした。
2006年、1stアルバム『Spirit』をリリース。『Spirit』はサウンドホリックからもリリースされ日本デビューを果たした。
2008年、レーベルをニュークリア・ブラストに移し、2ndアルバム『Slania』をリリースした。また、同年には1stEP『Vên』と1stアルバム『Spirit』がフランスのシーズン・オブ・ミストから再発されている。日本では、ハウリング・ブル・エンターテイメント傘下のPerfect Crime Recordsから邦題『魔笛の国のスラニア』としてリリースされた。
2009年に、3rdアルバム『Evocation I: The Arcane Dominion』をリリース。同アルバムは、メタルの要素を廃し、フォークソングの要素が強いアルバムとなっている。
2010年、4thアルバム『Everything Remains as It Never Was』をリリース。同アルバムでは、再びメタル要素を含んだ、フォークメタルとなっている。
2012年、5thアルバム『Helvetios』をリリース。2nd、4thと同様フォークメタル中心のアルバムである。また、同年には廃盤となって久しい1stEP『Vên』のリレコーディングと、1stアルバム『Spirit』のリマスターを収録したコンピレーションアルバム『The Early Years』をリリースした。
2014年6月、初来日公演。6thアルバム『Origins』をリリース。
2017年、7thアルバム『Evocation II』をリリース。
2018年2月、約4年ぶりの来日公演ツアーを開催。
2019年、8thアルバム『Ategnatos』をリリース。

## メンバー
※2019年8月時点 

### 現ラインナップ
- クリゲル・グランツマン (Chrigel Glanzmann) - ボーカル/マンドラ/ティン・ホイッスル/ロー・ホイッスル/イリアン・パイプス/バウローン (2002- )
- ラファエル・ザルツマン (Rafael Salzmann) - ギター (2012- )
- ヨナス・ウルフ (Jonas Wolf) - ギター (2016- )
- カイ・ブレム (Kay Brem) - ベース (2008- )
- アラン・アッカーマン (Alain Ackerman) - ドラムス (2016- )
- マッテオ・システィ (Matteo Sisti) - バグパイプ/ティン・ホイッスル/ロー・ホイッスル (2014- )
- ファビエンヌ・エルニ (Fabienne Erni) - ボーカル/ケルティック・ハープ/マンドラ (2017- )
- アニー・リーディガー (Annie Riediger) - ハーディ・ガーディ (2022- )
- リア＝ゾフィー・フィッシャー (Lea-Sophie Fischer) - ヴァイオリン (2024- )

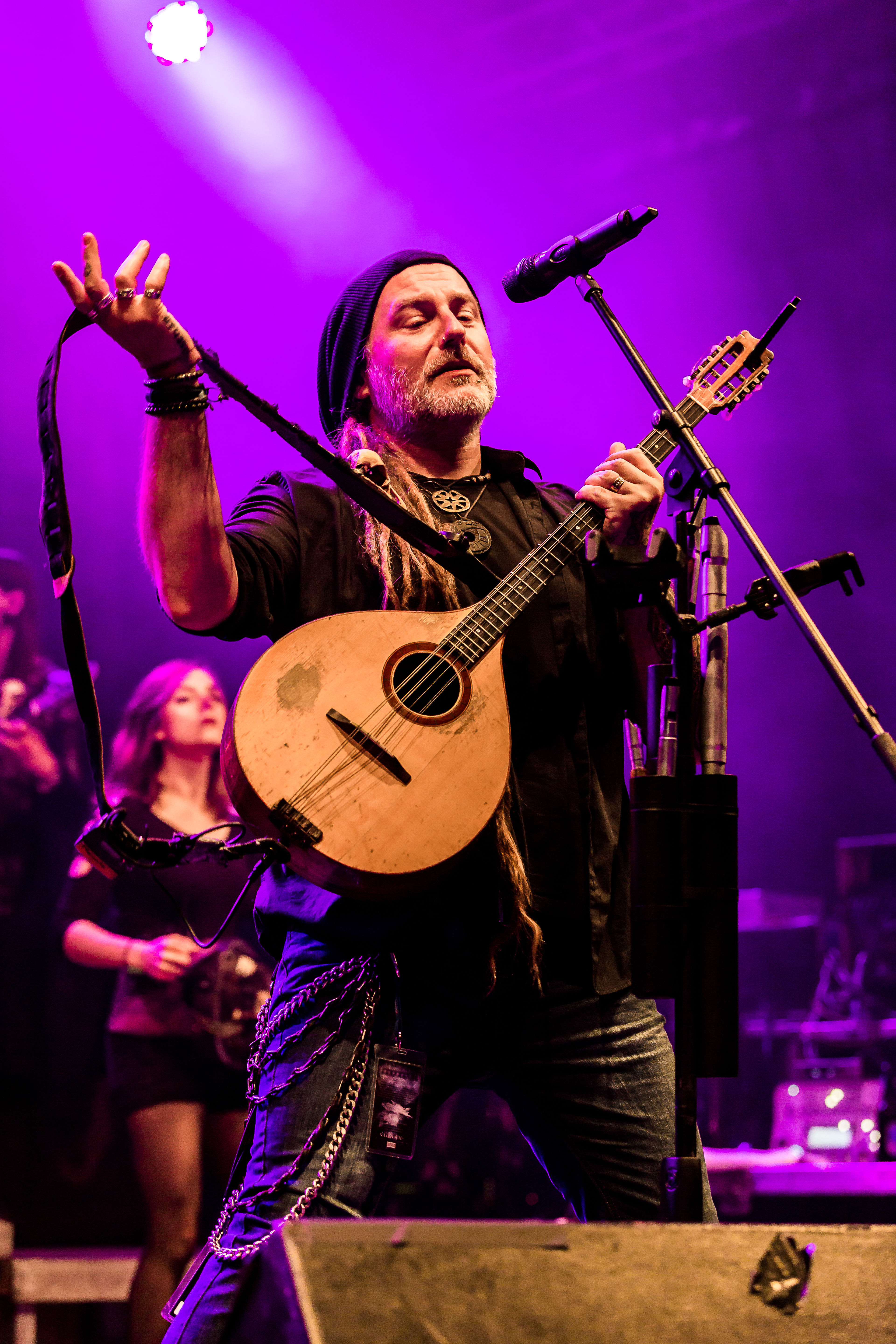
クリゲル・グランツマン(Vo/Man) 2019年
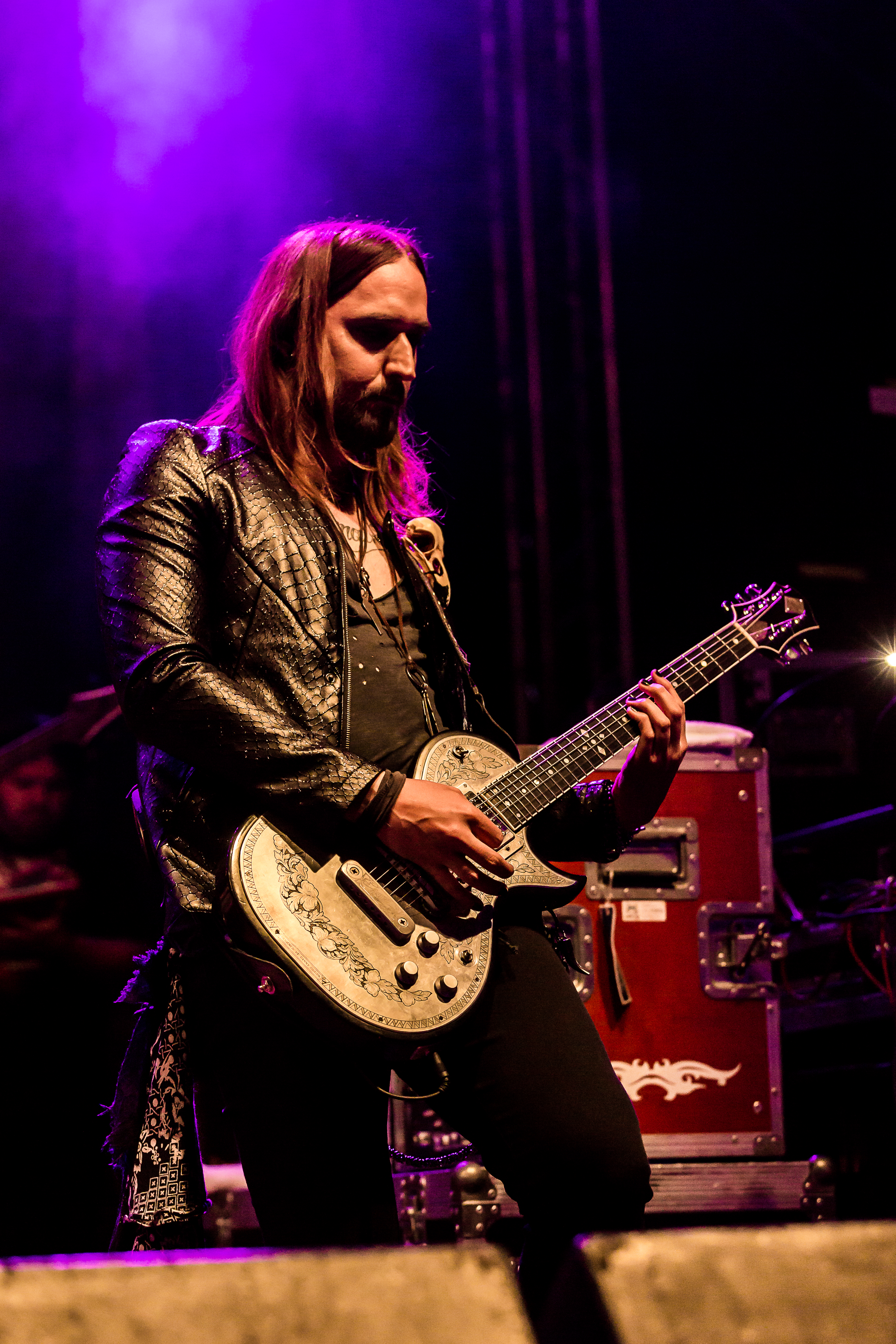
ラファエル・ザルツマン(Gt) 2019年
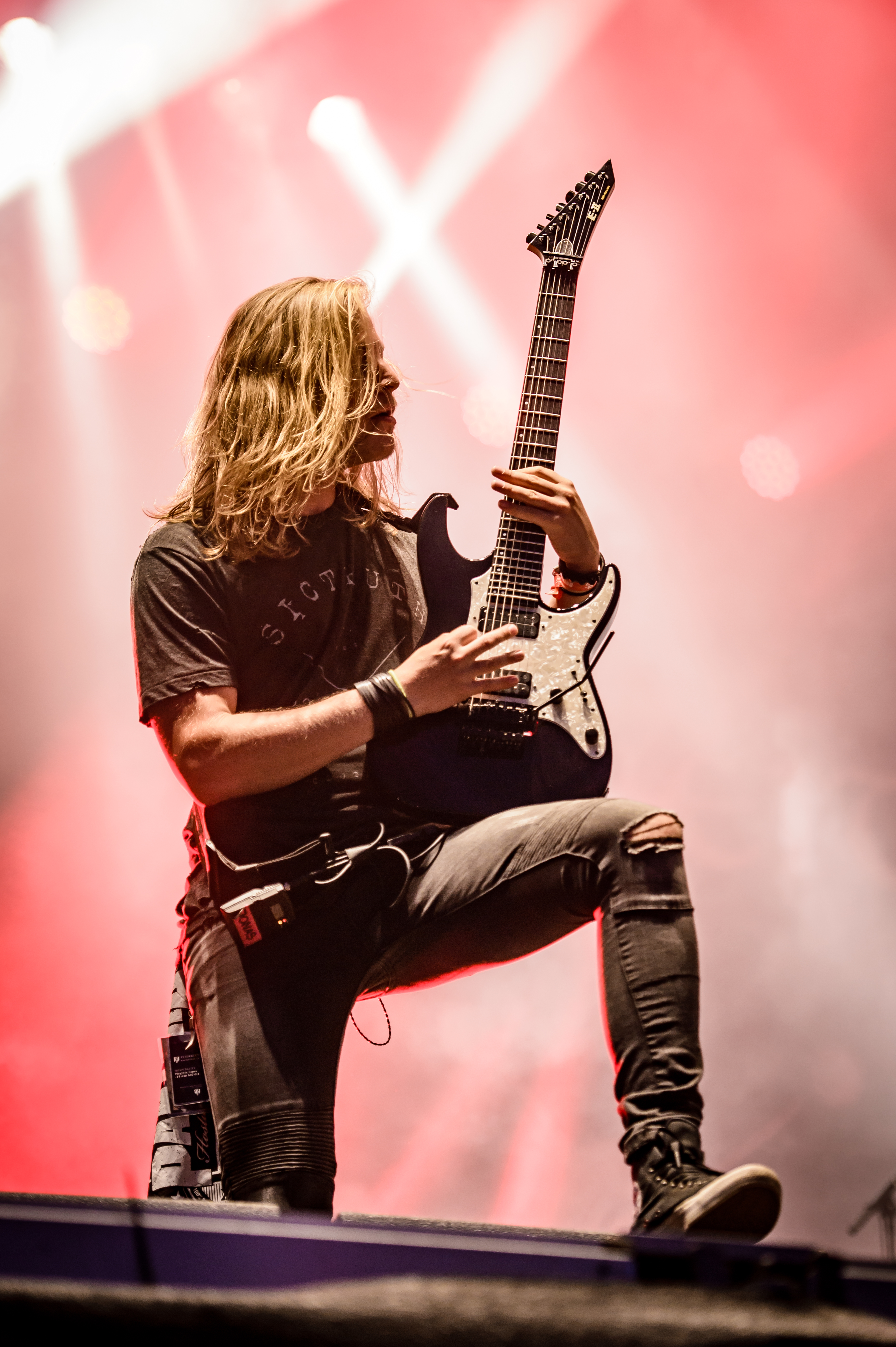
ヨナス・ウルフ(Gt) 2017年
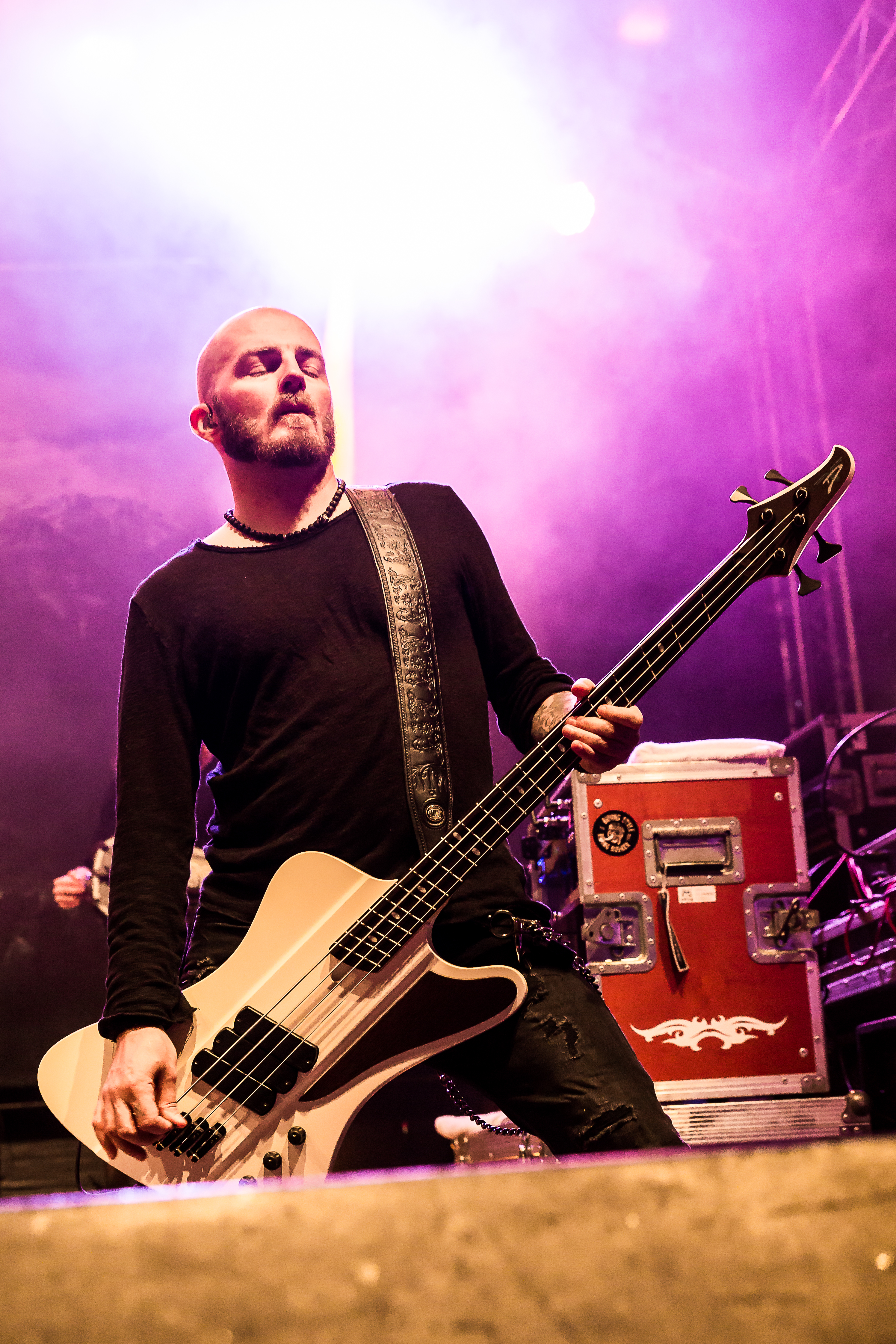
カイ・ブレム(Ba) 2019年
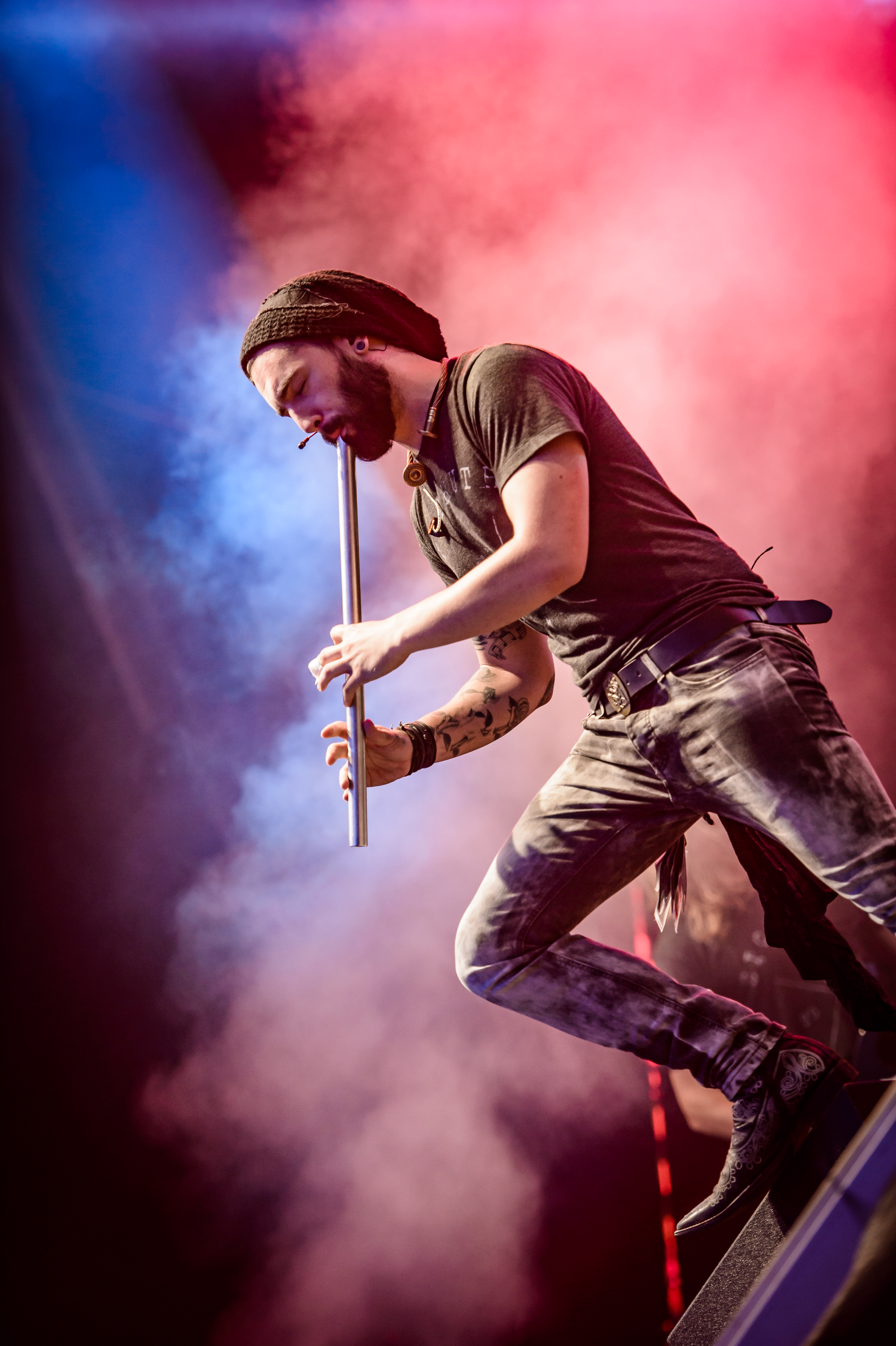
マッテオ・システィ(Bag) 2017年
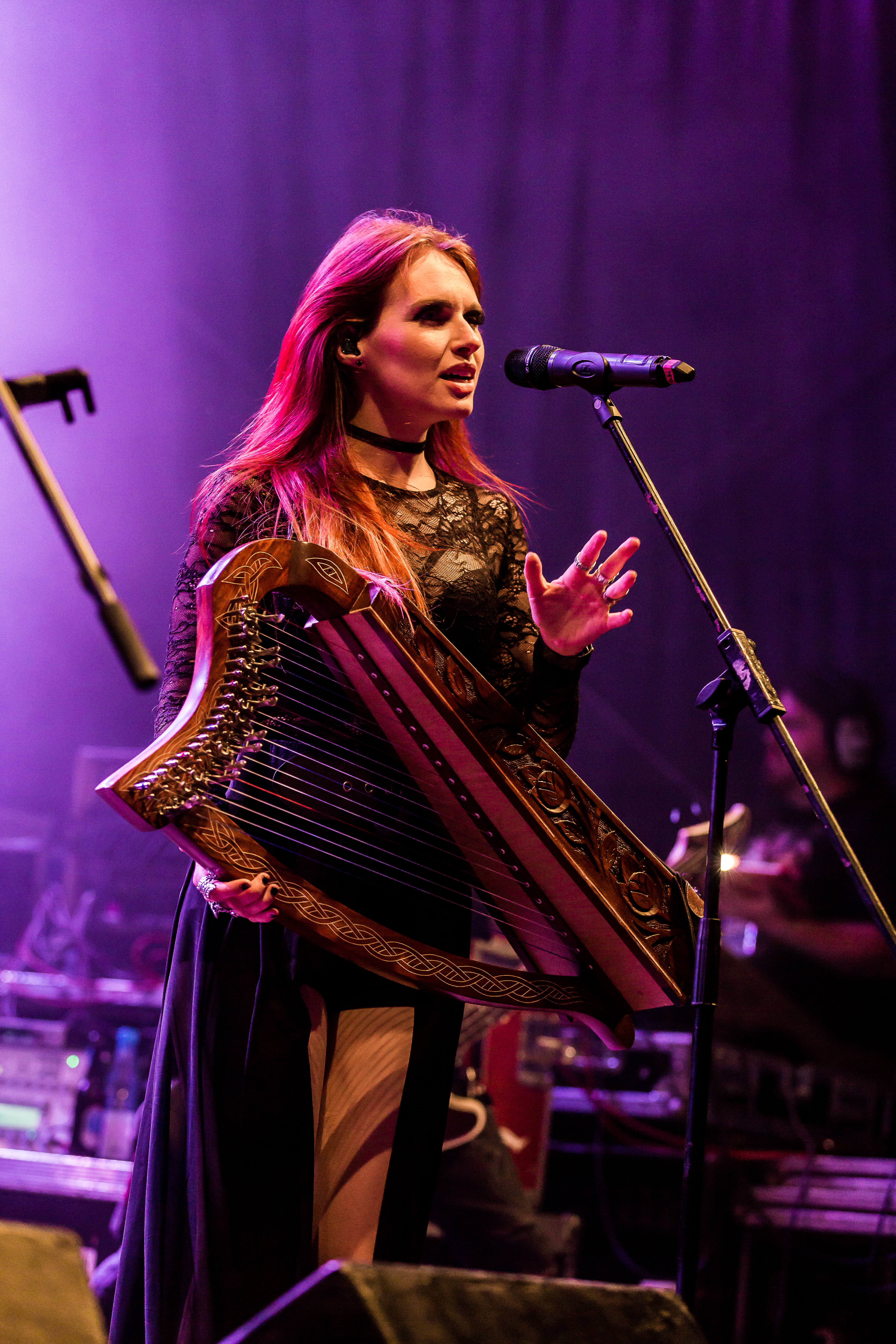
ファビエンヌ・エルニ(Vo/Har) 2019年
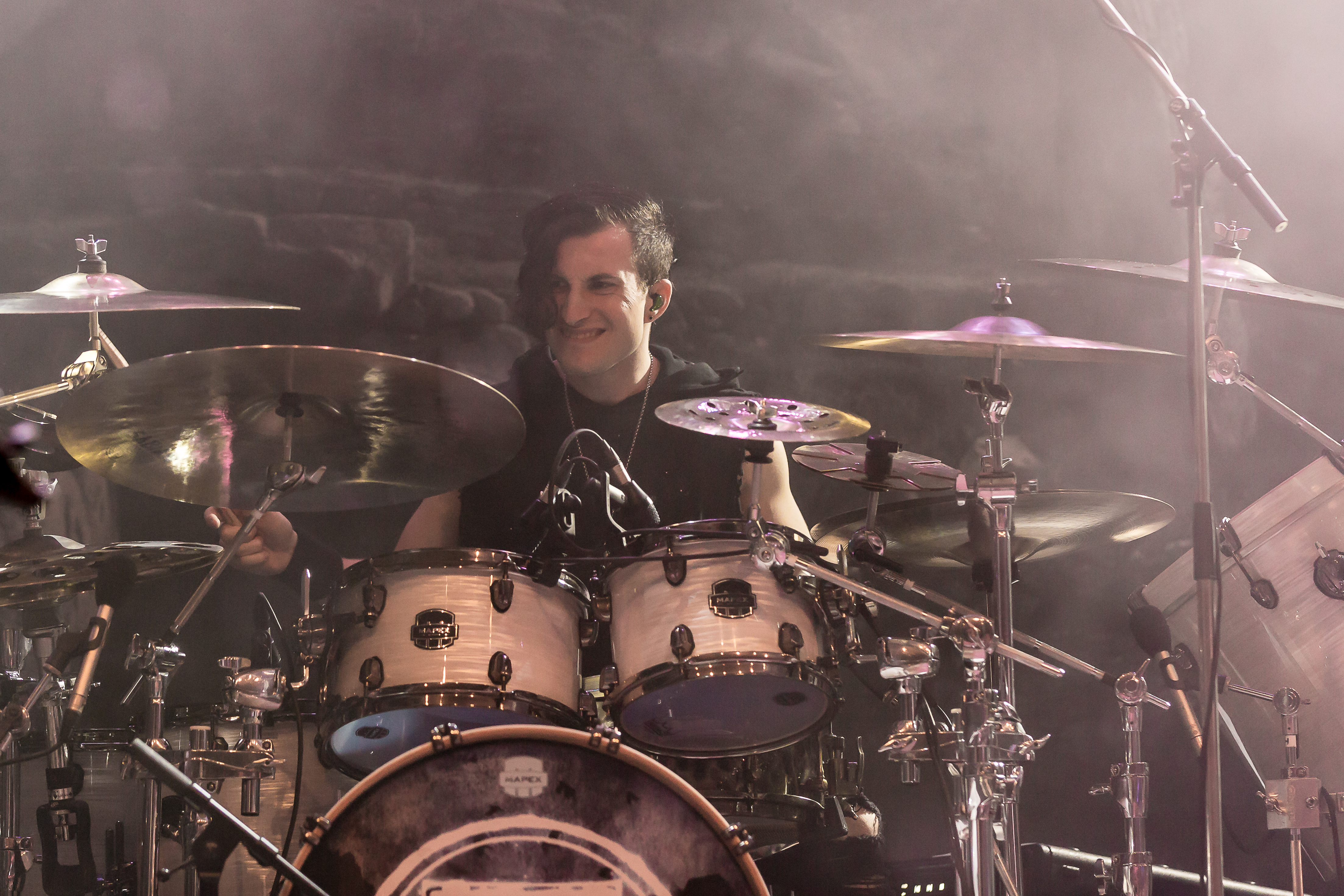
アラン・アッカーマン(Dr) 2019年

### 旧メンバー
- ダニ・フューアー (Dani Furer) - リードギター (2003-2004)
- イヴ・トリベルホーン (Yves Tribelhorn) - リズムギター (2003-2004)
- ジャン・アルバーティン (Gian Albertin) - ベース/ボーカル (2003-2004)
- ダリオ・ホフステッター (Dario Hofstetter) - ドラムス (2003-2004)
- リンダ・スーター (Linda Suter) - フィドル/ボーカル (2003-2004)
- メットゥ・アッカーマン (Mättu Ackermann) - フィドル (2003-2004)
- ディデ・マーフュート (Dide Marfurt) - ハーディ・ガーディ/バグパイプ (2003-2004)
- フィリップ・レインマン (Philipp Reinmann) - ブズーキ (2003-2004)
- ベニ・ヘフェリ (Beni Häfeli) - ドラムス (2004)
- セヴァン・キルデール (Sevan Kirder) - バグパイプ/フルート (2003-2008)
- メリ・タディッチ (Meri Tadić) - ヴァイオリン (2003-2013)
- セヴェリン・"セヴィ"・ビンダー (Severin "Sevi" Binder) - ボーカル (2004-2006)
- イーヴォ・ヘンツィ (Ivo Henzi) - リズムギター (2004-2016)
- シーメ・コーチ (Sime Koch) - リードギター (2004-2012)
- ラフィ・キルデール (Rafi Kirder) - ベース (2004-2008)
- マーリン・スーター (Merlin Sutter) - ドラムス (2004-2016)
- サラ・キーネル (Sarah Kiener) - ハーディ・ガーディ/バス・ショーム/アコーディオン/ボーカル (2005-2006)
- アンナ・マーフィー (Anna Murphy) - ハーディ・ガーディ/ボーカル (2006-2016)
- パトリック・"ペデ"・キストラー (Patrick "Päde" Kistler) - バグパイプ/ホイッスル (2008-2014)
- ニコル・アンスペルゲル (Nicole Ansperger) - フィドル (2013-2015, 2016-2023)
- ミヒャリナ・マリーズ (Michalina Malisz) - ハーディ・ガーディ (2016-2022)

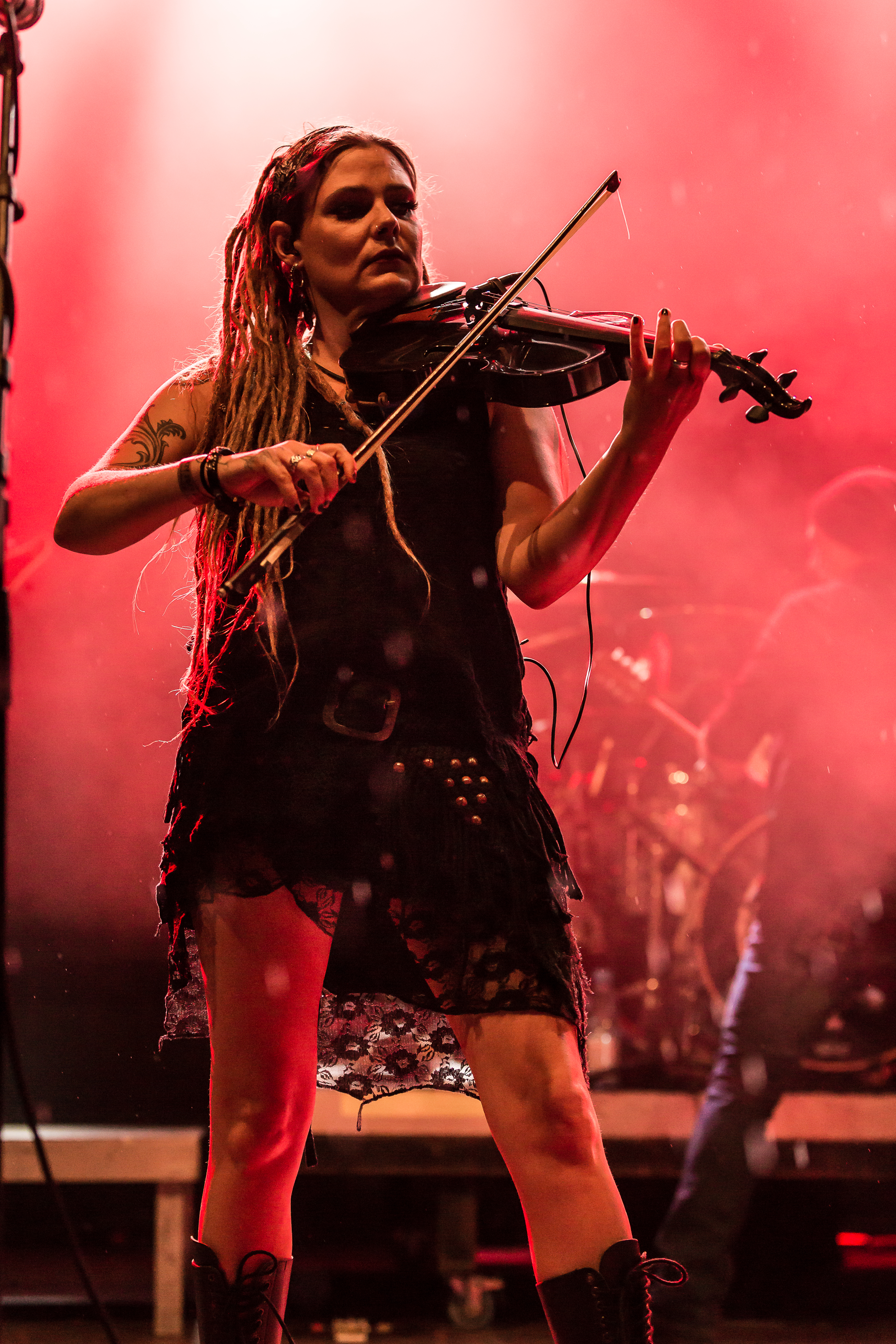
ニコル・アンスペルゲル(Vio) 2019年
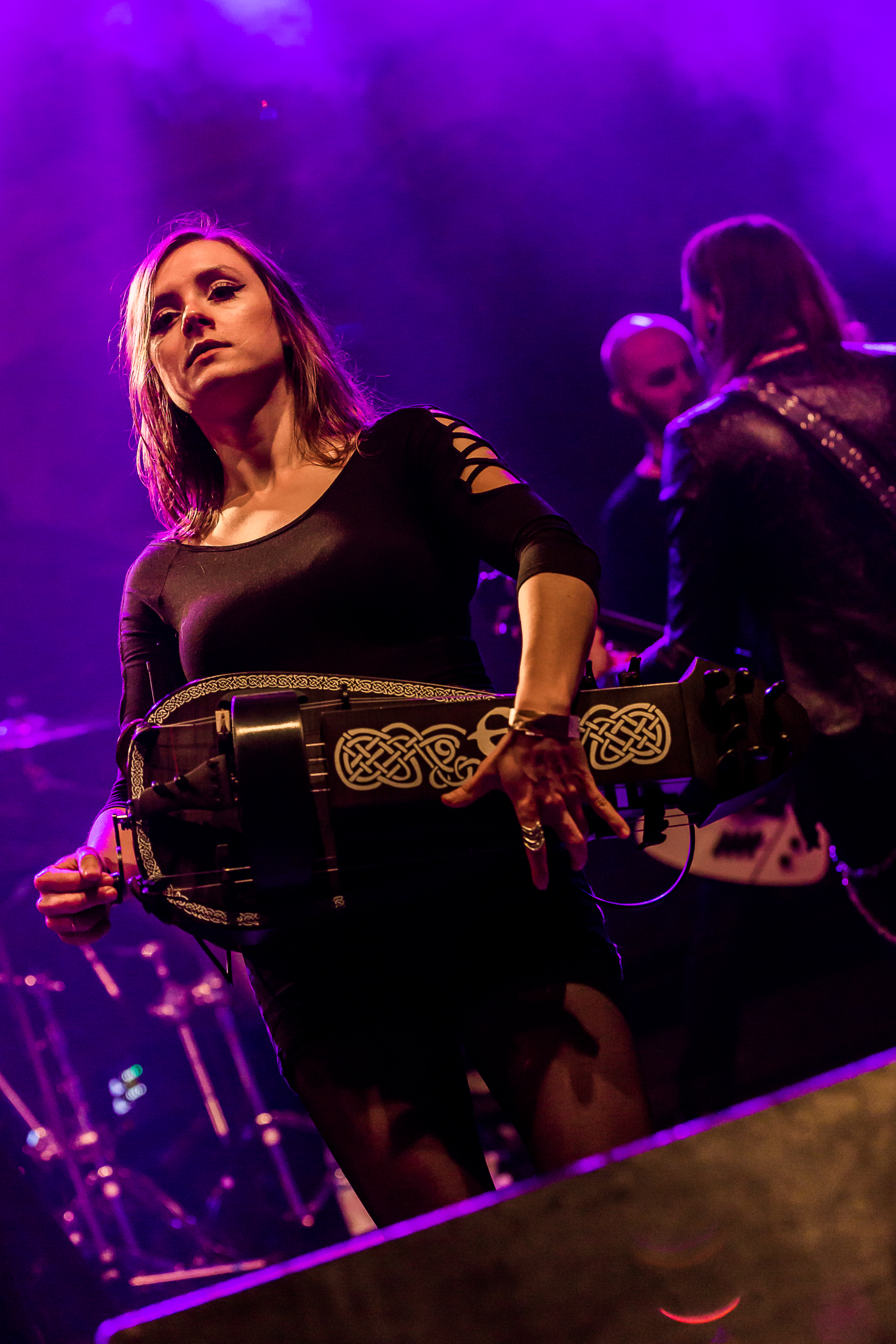
ミヒャリナ・マリーズ(Hur) 2019年

## ディスコグラフィ

### アルバム
- 2006年 『スピリット』 Spirit
- 2008年 『魔笛の国のスラニア』 Slania
- 2009年 『イヴォケーションI〜神秘の地ガリア〜』 Evocation I: The Arcane Dominion
- 2010年 『エブリシング・リメインズ』 Everything Remains as It Never Was
- 2012年 『ヘルヴェティオス』 Helvetios
- 2014年 『オリジンズ』 Origins
- 2017年 『イヴォケーションII:ヴィジョンズ』 Evocation II: Visions
- 2019年 『アテグナトス』 Ategnatos

### コンピレーション
- 2012年 アーリー・イヤーズ The Early Years

### シングル・EP
- 2003年 Ven （デモEP）
- 2004年 Ven （EP）
- 2009年 Omnos (シングル)

## 備考
2016年にバンドを脱退したアンナ・マーフィー(Vo/Hur)、イーヴォ・ヘンツィ(Gt)、メルリン・スッタ―(Dr)の３人は同年にCellar Darlingを結成し、現在も音楽活動を続けている。

## 外部サイト
- （ドイツ語）（英語） 公式ウェブサイト
- （英語） Nuclear Blast